# Nuno Miguel Pereira Diogo
Nuno Miguel Pereira Diogo (* 13. Juni 1981 in Lissabon), bekannt als Nuno Diogo, ist ein portugiesischer ehemaliger Fußballspieler.

## Karriere
Die Karriere von Nuno Diogo begann im Jahr 2001 in der zweiten Mannschaft von Sporting Lissabon, die seinerzeit in der Segunda Divisão Portuguesa, der dritthöchsten Spielklasse Portugals, vertreten war. Im Jahr 2002 wechselte er eine Liga höher zu Leça FC in die Liga de Honra, stieg mit dem Verein aber am Saisonende ab. Nuno Diogo schloss sich dem SC Salgueiros an, der um den Aufstieg in die SuperLiga mitspielte, diesen aber verpasste.
Im Jahr 2004 wechselte Nuno Diogo zum FC Penafiel, der gerade in die SuperLiga aufgestiegen war. Dort wurde er zunächst nur unregelmäßig eingesetzt und schaffte erst nach dem Abstieg 2006 den Sprung zum Stammspieler. Nachdem der direkte Wiederaufstieg in der Saison 2006/07 klar verpasst worden war, kehrte er durch einen Wechsel zum Aufsteiger Leixões SC ins Oberhaus zurück. Dort schaffte er am Ende der Saison 2007/08 den Klassenerhalt, konnte sich aber nicht dauerhaft durchsetzen.
Im Jahr 2008 verließ Nuno Diogo sein Heimatland und ging in die rumänische Liga 1 zum Aufsteiger CS Otopeni. Dort wurde er Stammspieler, konnte ab den Abstieg 2009 nicht verhindern. Er schloss sich daraufhin dem Ligakonkurrenten FC Brașov an, mit dem er sich in der Saison 2009/10 im Mittelfeld der Liga platzieren konnte.
Seit Sommer 2010 spielt Nuno Diogo beim amtierenden rumänischen Meister CFR Cluj, wo er die komplette Hinrunde der Saison 2010/11 ausfiel. Nach seiner Rückkehr im März 2011 wurde er zur Stammkraft. Mit der Meisterschaft 2012 gewann er ein Jahr später seinen ersten Titel. Im Sommer 2013 wurde sein Vertrag in Cluj nicht verlängert. Er war ein Jahr ohne Verein, bevor ihn der portugiesische Zweitligist SC Olhanense unter Vertrag nahm. Im Sommer 2015 nahm ihn Ligakonkurrent CD Feirense unter Vertrag, mit dem er am Ende der Spielzeit 2015/16 aufstieg. Er verließ den Klub jedoch zum FC Famalicão.

## Erfolge
- Rumänischer Meister: 2012